# Region Skåne
Region Skåne eller Skåne Regionale Råd er et landsting i Skåne Län i Sverige. Region Skåne (eller formelt Skåne läns landsting) blev oprettet den 1. januar 1999, ved sammenlægningen af Malmöhus län og Kristianstads län og nogle af de opgaver, der håndteredes af Malmø kommun.
Regionen har ansvaret for det offentlige sundhedsvæsen, ansvaret for kollektivtrafikken samt udviklingen af infrastrukturen i länet. Samtidigt har Region Skåne ansvaret for samordning af erhvervsudviklingen, miljø- och planarbejdet på länsniveau samt interregionalt samarbejde. Sideløbendende driver regionen kulturel virksomhed.
Inden Region Skåne blev dannet som en administrativ enhed i 1999 var en regional sammenslutning, der omfattede de 33 kommuner, de daværende län Kristianstad og Malmöhus og byen Malmø, ansvarlig for at samordne den regionale udvikling, specielt på sundhedsområdet.
56°00′N 13°27′Ø / 56°N 13.45°Ø